# Эргин
Эргин (др.-греч. Ἐργῖνος) — персонаж греческой мифологии из беотийского цикла, царь Орхомена Минийского, на время подчинивший себе Фивы, но разбитый молодым Гераклом. По одной из версий он погиб в этой войне, по другой — дожил до старости и стал отцом Трофония и Агамеда. Иногда этот Эргин отождествляется с аргонавтом Эргином из Милета, сыном Посейдона.

## В мифологии
Античные авторы называют Эргина старшим сыном царя Орхомена Минийского Климена (или Периклимена), братом Стратия, Аррона, Пилея и Азея. Климен в свою очередь был либо сыном Орхомена, либо внуком Фрикса из фессалийской династии Эолидов. Он был смертельно ранен на священном участке Посейдона, причём удар ему нанёс возничий фиванца Менекея Периер. Поэтому на смертном одре Климен попросил сына отомстить за него Фивам. Эргин, едва став царём, начал войну. «Перебив немалое число людей», он навязал Фивам мир, по которому те обязались платить ему дань — по сто коров ежегодно в течение двадцати лет.
Однако выплаты были прекращены раньше времени из-за молодого фиванского героя Алкида, позже получившего имя Геракл. Случайно встретив орхоменских послов, ехавших за данью, Алкид их изувечил и отправил назад, сказав, что больше они ничего не получат. Эргин потребовал от царя Фив Креонта выдать наглеца, а не получив желаемое, начал войну. В большом сражении он был наголову разгромлен всё тем же Алкидом, возглавившим вражескую армию. Согласно Псевдо-Аполлодору и Диодору Сицилийскому, фиванцы заняли удобные позиции в узкой долине; по версии, изложенной Полиэном, Алкид отвёл в долину воды реки Кефис, и местность стала болотом, что помешало минийцам использовать своё преимущество в коннице. Наконец, Павсаний приводит этиологическую легенду, согласно которой ночью перед битвой Алкид смог связать всех минийских коней. В схватке Эргин был убит Алкидом, после чего фиванцы взяли штурмом и разрушили Орхомен. Согласно версии, приведённой Павсанием, Эргин уцелел в битве и заключил мир с Фивами.
В старости Эргина начало заботить отсутствие у него детей. Царь Орхомена поехал в Дельфы, чтобы спросить пифию, что ему делать. Та посоветовала попробовать «на старое дышло накинуть новую петлю»; Эргин взял молодую жену, и та родила ему двух сыновей, Трофония и Агамеда. Павсаний рассказал о версии мифа, по которой Трофоний родился от Аполлона, но признался, что сам этому не верит.
В античных текстах упоминается ещё один Эргин — живший в Милете сын Посейдона, который участвовал в походе аргонавтов в Колхиду за золотым руном и был некоторое время кормчим «Арго». Некоторые исследователи полагают, что изначально в этом мифе речь шла о всё том же персонаже, царе Орхомена. Как аргументы они используют некоторые общие черты в образах Посейдона и Климена, а также тот факт, что самый ранний из сохранившихся источников, сообщающих об Эргине-аргонавте, — поэма Аполлония Родосского, написанная уже в эллинистическую эпоху. Более поздние упоминания персонажа явно связаны с Аполлонием. Отсюда следует вывод, что в классическую эпоху вполне могла существовать другая традиция, которую забыли из-за успеха «Аргонавтики».

## В культуре
Война Эргина с Алкидом стала темой для эпоса «Миниады», текст которого полностью утрачен. К этому сюжету обращались и некоторые античные художники.